# NRC Group Finland
NRC Group Finland Oy ist Finnlands führender Eisenbahnbau-, Straßenbahnbau- sowie Gleisinstandhaltungsbetrieb.
Die NRC Group unterhält die elektrischen Netze, wartet die Sicherheitssysteme und liefert Eisenbahnmaterial. NRC Group beschäftigt etwa 2000 Fachkräfte in Finnland, Schweden und Norwegen, davon etwa 1000 in Finnland. Der Umsatz der gesamten Gruppe betrug 2021 etwa 586 Millionen Euro.

## Geschichte
Als die Staatseisenbahn Valtionrautatiet 1995 aufgeteilt wurde, wurde Oy VR-Rata Ab gegründet, um die Bau- und Instandhaltungsdienste für das Streckennetz durchzuführen. 2010 wurde daraus VR Track Oy, die 2022 von NRC Group Finland Oy, einer Tochtergesellschaft der NRC Group übernommen wurde.
Zuvor war das Unternehmen auch in Estland und Schweden als Infrastrukturentwickler (VR Infrapro) sowie im Eisenbahnbau und in der Wartung (VR Track Sweden) tätig. VR Track beendete 2016 seine Tätigkeit in Estland. Im Oktober 2018 gab die norwegische NRC Group den Kauf von VR Track bekannt.
NRC Group gab im August 2019 bekannt, dass sie ihr gesamtes Engineering-Geschäft an Sweco verkaufen wird, zu dem die in Schweden tätige Nordic Infrapro AB und die in Finnland tätige NRC Arcus Oy gehören. Der Vertrag wurde zum 1. November 2019 abgeschlossen und bedurfte der Zustimmung der finnischen Wettbewerbsbehörde. Die NRC Group konzentriert sich seither auf Gleisinstandhaltung und -bau.

## Aktivitäten
Die NRC Group ist unter anderem am Bau der Schnellstraßenbahnlinie 15 in Helsinki und Espoo, der Straßenbahn Tampere und der Schnellstraßenbahn über die neu zu bauenden Kruunusillat-Brücken (Helsinki) beteiligt. Die Leistungen umfassen neben der Bahntechnik auch den Elektro- und Brückenbau außerhalb der Bahninfrastruktur. Die NRC Group hält das Schienennetz Finnlands mit den Strecken und elektrische Systemen sowie Straßenbahnen instand. Sie ist zudem bei der Beschaffung, Lagerung und Lieferung von Eisenbahnmaterial aktiv.

## Schienenfahrzeuge
Für ihre Aufgaben besitzt NRC eigene Schienenfahrzeuge für den Gleisbau und für den Streckenunterhalt. Dazu zählen unter anderem die Schwerkleinwagen der Baureihe Tka8, die aus Umbauten von Rangierlokomotiven der noch zwischen 1978 und 1983 von der finnischen Staatsbahn beschafften Baureihe Tve4 zwischen 2000 und 2003 entstanden.